# Pleidelsheim
Pleidelsheim là một thị xã nằm ở huyện Ludwigsburg, thuộc bang Baden-Württemberg, Đức. Thị xã nằm ở hữu ngạn sông Neckar, đối diện Ingersheim và cách Stuttgart 30 km (19 mi) về phía bắc. Nơi đây có những ngôi nhà được xây từ thế kỷ 14.